# Vlastimira
Vlastimira je žensko osebno ime.

## Izvor imena
Ime Vlastimira je daljša različica ženskega osebnega imena Vlasta.

## Pogostost imena
Po podatkih Statističnega urada Republike Slovenije  na dan 31. decembra 2007 v Sloveniji ni bilo ženskih oseb z imenom Vlastimira, ali pa je bila pogostost uporabe tega imena manjša od 5.

## Osebni praznik
V koledarju je ime Vlastimira zapisano skupaj z imenom Vlasta.